# Лепорано Марина (Таранто)
Лепорано Марина (итал. Leporano Marina) је насеље у Италији у округу Таранто, региону Апулија.
Према процени из 2011. у насељу је живело 4887 становника. Насеље се налази на надморској висини од 30 м.